# Goleszów (plaats in Silezië)
Goleszów is een dorp in de Poolse woiwodschap Silezië. De plaats maakt deel uit van de gemeente Goleszów en telt 4 000 inwoners.